# Heinz Peter Thül

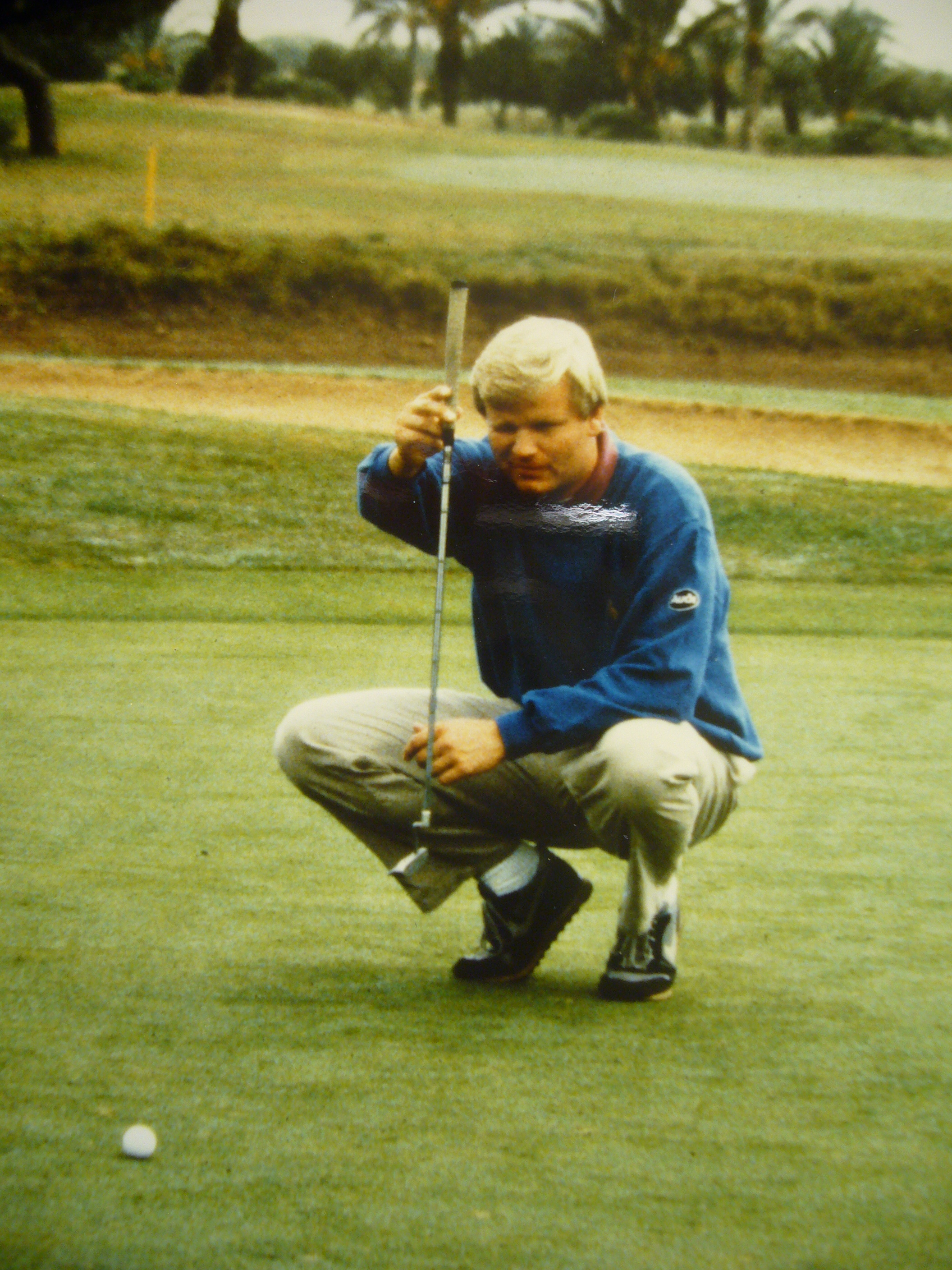
Heinz Peter Thül

Heinz Peter Thül (* 23. Juli 1963 in Köln) ist ein deutscher Profigolfer.

## Karriere
Thül, der im Alter von acht Jahren mit dem Golfsport begann, nahm in seiner über drei Jahrzehnte andauernden Laufbahn an 350 nationalen und internationalen Turnieren teil. Er ist PGA-Golflehrer, war im Jahr 2002 „Teacher of the year“ und trainiert seit 2001 mit Martin Hasenbein das Playing Pro Team. Der in Overath bei Köln lebende fünffache Deutsche Meister Thül siegte viermal bei der European Challenge Tour und gewann 1989 das Torneo dei Campioni und die Ramlösa Open. Zwei Jahre später konnte er die Neuchatel Open für sich entscheiden. Diesen Erfolg wiederholte er 1992. 1989 entschied er zudem die PGA European Qualifying School zu seinen Gunsten. 23 Teilnahmen bei Länderspielen stehen für Thül zu Buche. Siebenmal trat er dabei für Deutschland im Alfred Dunhill Cup und viermal beim World Cup an. Thül, der zur Hochzeit Bernhard Langers als die deutsche Nr. 2 im Profigolf galt, ist ein Experte, wenn es um das kurze Spiel rund um die Grüns und um Platztaktik geht. Seine Dienste als Golftrainer sind landesweit gefragt. Er ist Kurzspiel-Referent der PGA of Germany und gehört seit 2012 zum Team der Gregor Tilch Golf Akademie im Berliner Golfclub Stolper Heide, einer 36-Loch Anlage nördlich vor Berlin gelegen.

## Sonstiges
Thül wurde bei den Spanish Open 1993 in der 1. Runde am 13. Loch vom Blitz getroffen, konnte aber weiterspielen.